# Carl Solling
Carl Solling (auch: Karl Solling; geboren am 13. Dezember 1861; gestorben 7. April 1925) war ein deutscher Kaufmann, Konsul von Mexiko, Privatbankier und Wirtschaftsführer.

## Leben
Carl Solling war ein Onkel des späteren Gelehrten Erwin Panofsky aus einer wohlhabenden jüdischen Familie in Hannover sowie ein persönlicher Freund des „allmächtigen“ späteren hannoverschen Stadtdirektors Heinrich Tramm.
Laut dem Handelsregister beim Amtsgericht Hannover, Nummer HRA 15075, eröffnete Carl Solling als Haupteigentümer am 12. März 1886 das Unternehmen Carl Solling & Co., das jedoch von Anfang an in einer Reihe weiterer hannoverscher Privatbanken stand wie etwa das später von Wilhelm Basse gegründete Bankhaus Basse.
Eines der ältesten erhaltenen Schriftstücke aus den bilateralen Beziehungen Mexikos und Hannover seit der Unterzeichnung des Freundschaftsvertrags vom 20. Juni 1827 zwischen der damaligen Republik Mexiko und dem Königreich Hannover datierte aus der Gründerzeit des Deutschen Kaiserreichs: Laut einer Akte vom 20. November 1890 ersuchte der damalige Oberpräsident der – nunmehr preußischen – Provinz Hannover um Auskunft über die persönlichen und Vermögensverhältnisse des in Hannover tätigen Kaufmanns Carl Solling. Anlass war die Suche nach einem Ersatz für den Kaufmann Hugo Doormann, der zwar bereits zuvor zum mexikanischen Konsul ernannt worden war, diese Stelle seinerzeit aber offenbar nicht sofort angetreten hatte. In der Folge wurde Carl Solling am 23. Januar 1891 dann jedoch zunächst lediglich zum Vizekonsul von Mexiko ernannt. Nachdem im Folgejahr am 28. Juli 1892 der Baron Dr. med. Louis von Herrmann zum Konsul ernannt worden war, fand sich um 1895 dann wiederum Hugo Doormann als mexikanischer Konsul mit Solling als Vize-Konsul.
Am 23. März 1899 wurde Carl Solling schließlich zum Konsul von Mexiko ernannt, dem erst am 17. Dezember 1907 der Hannoveraner Kaufmann Wilhelm Garvens als mexikanischer Vizekonsul zur Seite gestellt wurde; beide wurden nach Neuordnungen der Zuständigkeitsbereiche des hannoverschen Konsulats sowohl 1908 als auch 1921 in ihren Ämtern bestätigt.
Neben seinen eigenen Bankgeschäften wirkte Carl Solling sowohl in der heimischen Wirtschaft beispielsweise um 1914 kurz vor dem Beginn des Ersten Weltkrieges als Aufsichtsratsvorsitzender der in der Stärkestraße 15 in Linden produzierenden „Hannoverschen Actien-Gummiwaaren-Fabrik“ oder zeitgleich auch auswärts als Mitglied des Aufsichtsrates bei der Schwabingerbrauerei AG.
An der Börse zu Hannover trat die „Kommerz und Diskontobank Karl Solling & Co.“ am 15. Juli 1922 – nur gut ein Jahr vor dem Höhepunkt der Deutschen Hyperinflation – mit Aktien der Mittelland-Gummiwerke AG in Höhe von 3.150.000 Mark in Erscheinung.
Carl Solling starb zur Zeit der Weimarer Republik am 7. April 1925. Einer seiner jüngsten Nachfolger als Konsul von Mexiko ist der Rechtsanwalt und Notar Ulrich von Jeinsen.